# RT-2
El RT-2 fue un misil balístico intercontinental (IRBM) desplegado por la Unión Soviética, que estuvo en servicio desde diciembre de 1968 hasta 1976. Se le asignó el nombre de informe de la OTAN SS-13 Savage y llevaba el índice GRAU 8K98. Diseñado por OKB-1, alrededor de 60 fueron construidos en 1972.

## Historia
El RT-2 fue el primer misil balístico intercontinental de propulsor sólido en servicio soviético y fue un desarrollo de la serie anterior RT-1. Se trataba de un misil guiado por inercia de tres etapas comparable al misil estadounidense Minuteman. Estaba armado con una sola ojiva de 600 kilotones y se lanzaba desde un silo, aunque los planificadores soviéticos contemplaban una versión basada en ferrocarril. Fue desplegado en el campo de misiles Yoshkar-Ola.
Los soviéticos utilizaron las dos etapas superiores del RT-2 para desarrollar el sistema IRBM móvil RT-15. El RT-2PM Topol es supuestamente una versión modernizada del RT-2.